# Leon Golub
Leon Albert Golub (* 23. Januar 1922 in Chicago; † 8. August 2004 in New York) war ein US-amerikanischer Maler und Grafiker des Amerikanischen Realismus.
Sein Studium an der University of Chicago schloss er 1942 mit dem BA ab. Daran schloss sich ein Kunststudium an dem Art Institute of Chicago an, das er nach dem Erwerb der Titel BFA (1949) und MFA (1950) abschloss.
Er war mit der Künstlerin Nancy Spero verheiratet, mit der er auch zusammenarbeitete. Beide gehörten einer „The Monster Roster“ genannten Künstlergruppe an.
Ausgehend von den Erfahrungen des Zweiten Weltkriegs entwickelte Golub eine Malerei, in der mit den Mitteln eines modernen Realismus soziale und politische Fragen kritisch artikuliert wurden. Golub thematisierte den Vietnamkrieg ebenso wie Folterpraktiken und zählt zu den profiliertesten Vertretern engagierter zeitgenössischer Kunst. Golub nahm drei Mal an der documenta in Kassel teil (documenta III, 1964, documenta 8, 1987 und Documenta 11, 2002) sowie an der 50. Biennale von Venedig, 2003.

## Auszeichnungen
- 1992 Dickinson College Arts Award, Pennsylvania, USA
- 1995 Visual Art Award, National Foundation of Jewish Culture, New York, USA
- 1996 Fellow, American Academy of Arts and Sciences, USA
- 2002 Mitglied, American Academy of Arts and Letters, USA